# Делятин
Делятин (на украински: Делятин) е селище от градски тип в западна Украйна, Ивано-Франкивска област. То се намира в Делятинска селищна община, Надвирненски район. Към 1 януари 2024 г. населението му е 7 972 души.

## Име
Селището е имало различни наименования през вековете: Даля́тин (1400 – 1440), Деля́тин (1440 – 1960, след 1990 г.), Диля́тин (1961 – 1989). Според легенди се смята, че името произлиза от имената  на основателите на селището: Дал (или Дил) и Тин. В превод латинската дума „delatum“ обозначава мястото, където продуктите се предлагат на търг.

## Географско положение
Селището е разположено на левия бряг на река Прут, в подножието на Източните Карпати. На север граничи със село Лоева, на югозапад с град Яремче, на югоизток със село Заричя, и на изток със село Добротов.